# Cala Calís
La cala Calís, també anomenada platja del Calis, o cova del Calis, és una platja situada a la badia de Montjoi, al municipi de Roses (Alt Empordà). Està situada a 8 quilòmetres de la població de Roses. S'hi accedeix pel camí de ronda. És molt propera a la cala Montjoi, de la que només la separen uns esculls. Té una longitud de 50 metres i 15 metres d'amplada de sorra gruixuda, amb el fons marí que adquireix un fort desnivell. Des de l'any 2009 gaudeix del certificat ambiental europeu EMAS i de l'internacional ISO 14.001.